# Пичний (струмок)
Пичний — струмок  в Україні, у  Яремчанській міській раді Івано-Франківської області, правий доплив Пруту   (басейн Дунаю).

## Опис
Довжина струмка приблизно 4 км.

## Розташування
Бере  початок у заповідному урочищі "Підрокита". Тече переважно на південний захід через національний природний парк "Гуцульщина" і впадає у річку Прут, ліву притоку Дунаю.
Струмок перетинає автомобільна дорога Н09